# Сапожников, Василий Васильевич
Васи́лий Васи́льевич Сапо́жников (9 (21) декабря 1861, Пермь — 11 августа 1924, Томск) — российский ботаник и географ, путешественник. В 1906—1909 и 1917—1918 годах ректор Томского университета. Управляющий министерством народного просвещения Временного Сибирского правительства, министр народного просвещения в правительствах Российского государства 1918—1919 годов.

## Биография
Родился 11 (23)  декабря 1861 г. (см.: метрику Свято-Троицкой церкви) в семье учителя Пермского военного училища Василия Макаровича Сапожникова (1834—1880) и его супруги Екатерины Дмитриевны, урождённой Житковой (28.11.1837—около 1914). Окончил Пермскую гимназию (1880), естественное отделение физико-математического факультета Московского университета (1884), был оставлен при университете для приготовления к профессорскому званию по кафедре анатомии и физиологии растений. Магистр ботаники (1890; тема диссертации: «Образование углеводов в листьях»). Доктор ботаники (1896; диссертация «Белки и углеводы зелёных листьев как продукты ассимиляции» была защищена в Казанском университете, когда Сапожников был уже профессором Томского университета).

### Научно-педагогическая деятельность
Преподавал естественную историю в Александровском коммерческом училище и химию в Алексеевском пехотном юнкерском училище, читал лекции по физиологии растений на Лубянских женских курсах. С 1890 года — приват-доцент Московского университета. В 1891—1892 годах работал в Германии и Швейцарии. С 1893 года преподавал в Томском университете: экстраординарный профессор, с 1901 года — ординарный профессор, с 1916 года — заслуженный ординарный профессор. В 1906—1909 и 1917—1918 годах — ректор Томского университета, один из создателей биологической науки и биообразования в Сибири. Преподавал также в Томском технологическом институте со времени его открытия и Томском учительском институте, участвовал в организации Сибирских высших женских курсов, был основателем Томского отделения Русского ботанического общества.
Автор трудов по физиологии растений (накопление в листьях в процессе фотосинтеза белков наряду с углеводами) и географической характеристике природы Алтая и Семиречья. В своих работах применял географический метод в гляциологии.

### Путешественник
Предпринял научные экспедиции в Русский Алтай, Семиречье, Саяны и в Монгольский Алтай, во время которых собрал обширный гербарий, подробно описал растительность и флору Алтая, исследовал его оледенение, открыв много новых ледников и определив высоту главных вершин. Его именем были названы два пика в горах Тянь-Шаня, а также один из ледников Южного Алтая. Во время экспедиций много фотографировал, фотоработы Сапожникова использованы как в его книгах, так и других исследованиях в области географии и геологии (его научное наследие составляет 10 тысяч фотопластинок и около 1 000 цветных диапозитивов). Также занимался активной картографической деятельностью.
В 1895 году преодолел 1 000 вёрст вьючного пути по Алтаю, в частности, исследовав Катунский и Берельский ледники; установил, что они оказались значительно больше по размерам, чем ранее считалось. Во время путешествий 1897, 1898, 1899 годов изучил истоки Катуни вместе с главными хребтами Алтая, сделал множество открытий, составив точные карты самых больших современных ледников, в частности, ледника Родзевича (ныне Аккемский ледник) на северном склоне горы Белухи (1897). В 1911 году вновь посетил Русский Алтай — Катунские и Чуйские белки, положив начало систематическим наблюдениям за режимом ледников.
В 1902 году путешествовал по Семиречью — исследовал Тянь-Шань, по поручению Русского географического общества изучал Джунгарский Алатау — маршрут составил 2000 вёрст караванного пути. В результате путешествия был собран большой гербарий, коллекции млекопитающих, пресмыкающихся, птиц, рыб и насекомых, а также описан ряд ледников, в частности, будущий Ледник Берга. В 1904 году предпринял второе путешествие в Семиречье. В 1905, 1906, 1908 и 1909 годах совершил путешествия в Монгольский Алтай, открыл и исследовал мощную группу ледников в истоках реки Цаган-гол. В 1912—1914 годах продолжал совершать ботанико-географические экспедиции по Семиречью. В 1916 году посетил занятую российскими войсками во время Первой мировой войны Турецкую Армению, описал степи Армянского нагорья, луга суходольные и сырые, солончаки и редкие лесные насаждения.

В отзыве о работах В. В. Сапожникова В. Л. Комаров позже писал: 

Описание пути… даёт чрезвычайно богатый материал для знакомства с пройденной страной. Изложение, живое и интересное, передаёт всю прелесть непосредственных впечатлений и позволяет мысленно воспроизводить за автором всё им виденное.

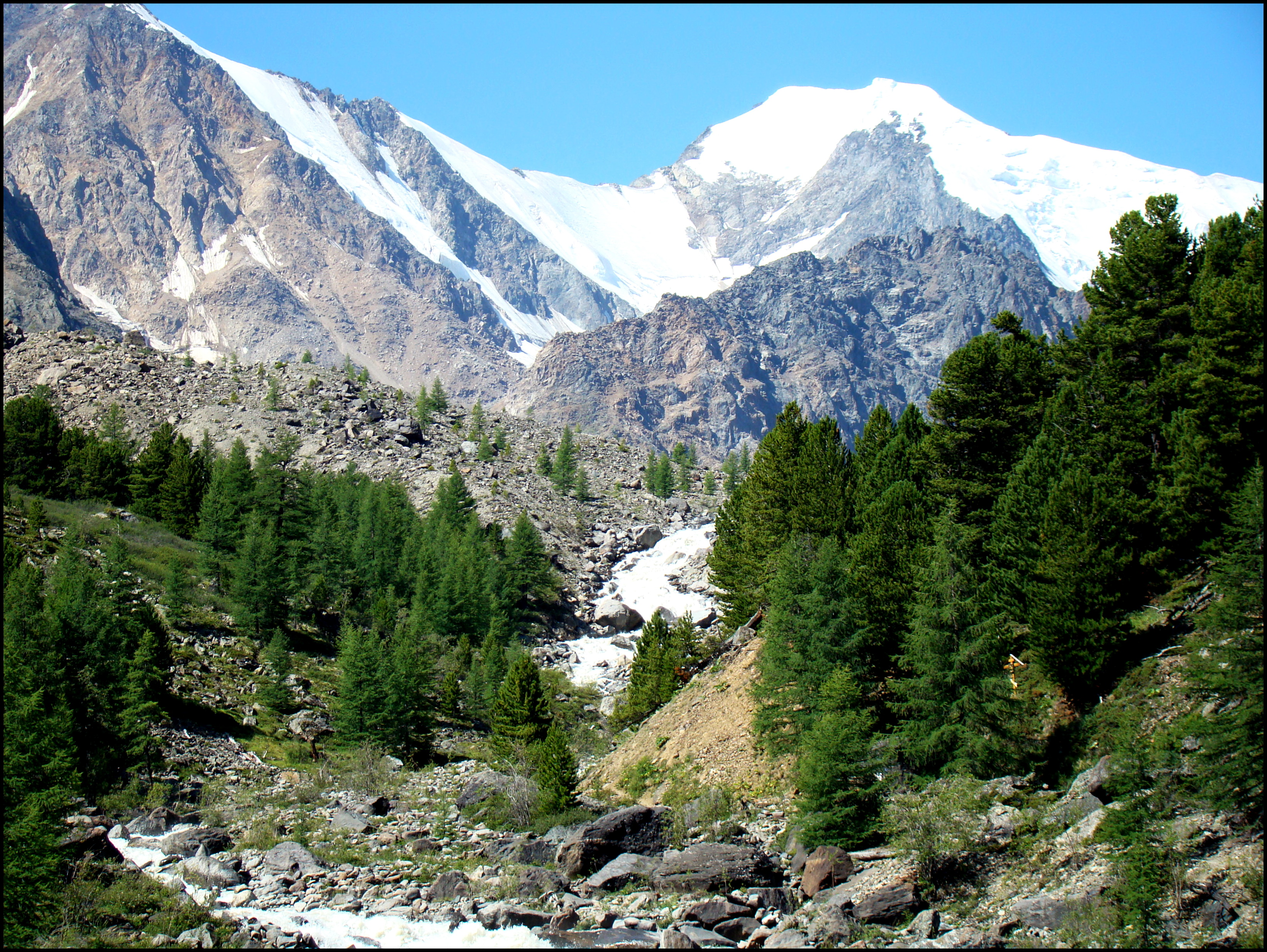
Современное оледенение Актру, открытое более 100 лет назад профессором ТГУ В. В. Сапожниковым
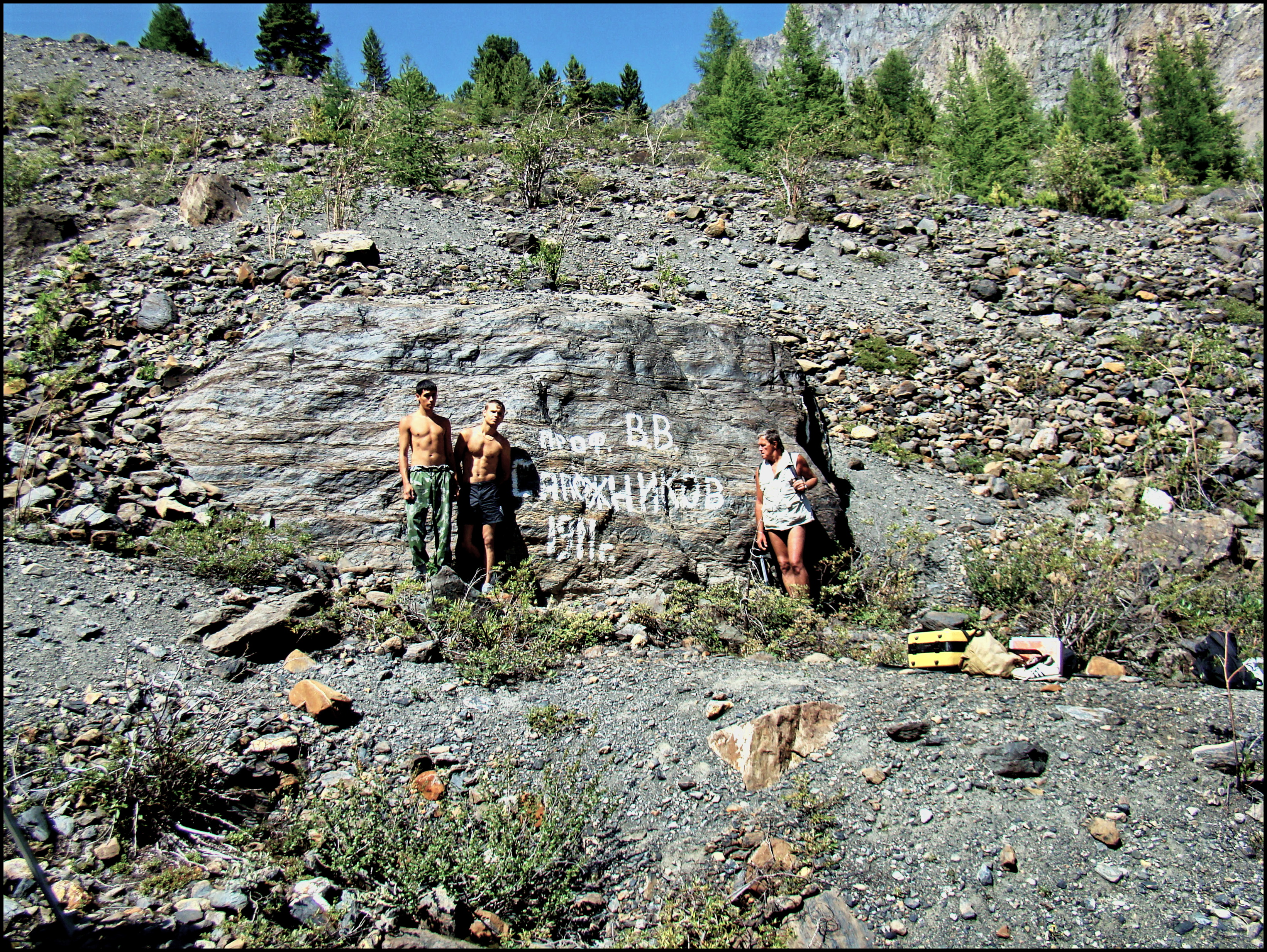
Тур профессора ТГУ В. В. Сапожникова, маркирующий конец ледника Малый Актру в 1911 году
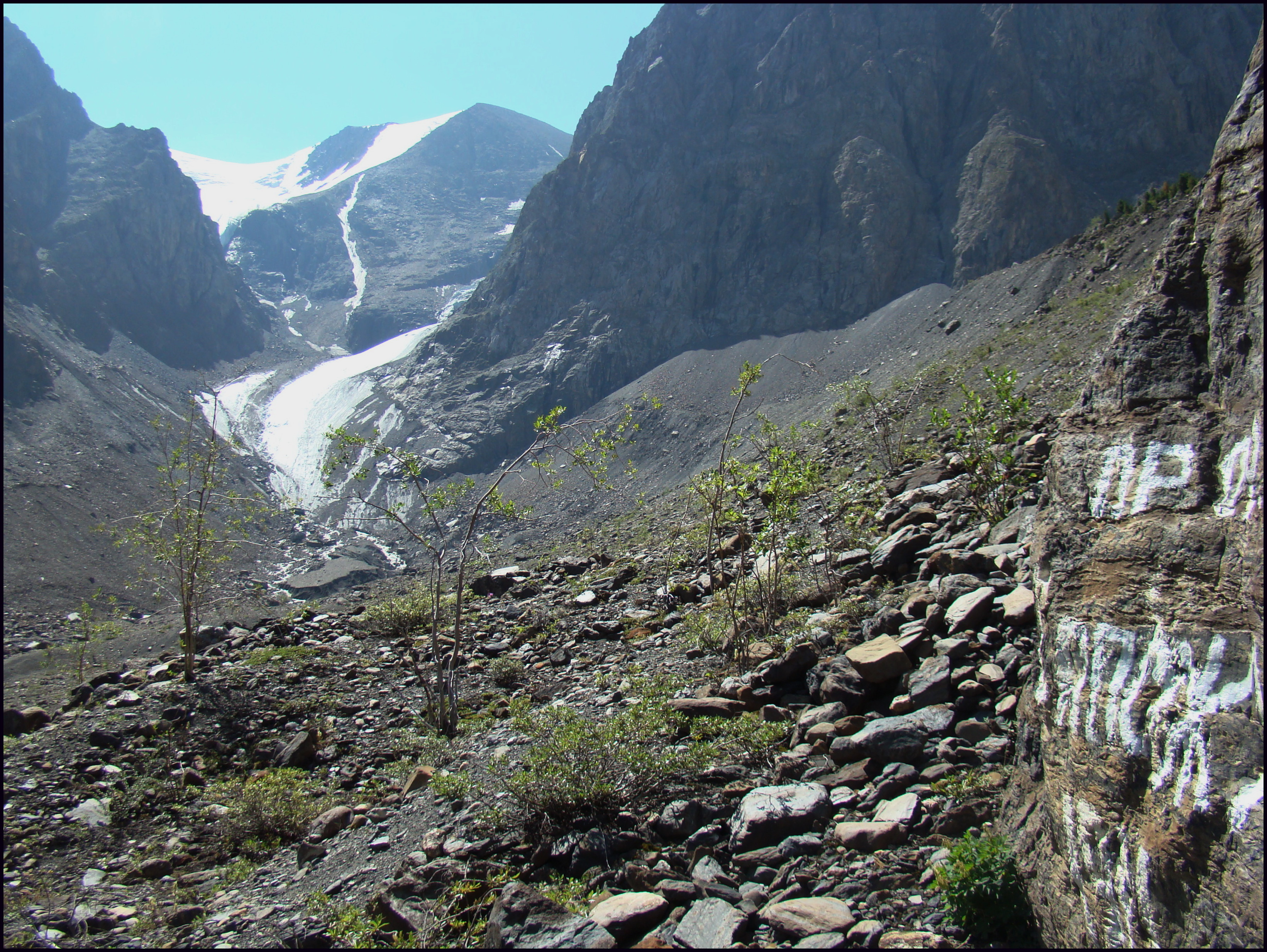
Июль 2012 года. Ледник Малый Актру отступил от тура В. В. Сапожникова почти на километр

### Политическая деятельность
Придерживался либеральных политических взглядов. Член Конституционно-демократической партии.
|
После свержения большевистской власти в Сибири с 19 июня 1918 года заведовал отделом просвещения Западно-Сибирского комиссариата. С 1 июля 1918 года — управляющий министерством народного просвещения Временного Сибирского правительства. Был заместителем П. В. Вологодского на посту члена Директории. С 4 ноября 1918 года — министр народного просвещения Временного Всероссийского правительства. С 18 ноября 1918 года — министр народного просвещения Российского правительства. При его содействии в 1918 году был открыт Иркутский университет, а в январе 1919 года в Томске учреждён Институт исследования Сибири. 2 мая 1919 года был уволен от занимаемой должности и отошёл от политической деятельности.
В. В. Сапожников организовывал оказавшихся в Томске в годы Гражданской войны учёных. Он добился от Колчака субсидий на работу научных институтов, в январе 1919-го в Томске провёл съезд исследователей Сибири. Предпринял две научно-исследовательские экспедиции. Несколько месяцев продолжалась экспедиция в район Обской губы, в ней участвовала Еннафа Никитина, впоследствии — крупный ботаник, исследователь Киргизии. Путь туда и обратно удалось проделать на реквизированных Белой армией пароходах, они направлялись в Обскую губу для установления летнего водного сообщения с государствами Антанты, обещавшими снабжать армии Колчака амуницией, людьми и продовольствием. Летом 1920 года, уже после свержения Колчака, с группой студентов совершил поездку в район Бухтармы и озера Маркаколь на Алтае. Работа экспедиции была сильно усложнена вспыхнувшим крестьянским восстанием, участники экспедиции были ограблены и едва не убиты.

### Последние годы жизни
В 1920 годы продолжил научно-педагогическую деятельность в Томском университете, был деканом организованного им физико-математического факультета. В 1921 году руководил одной из партий экспедиции Сибревкома, занимавшейся изучением горностепных пастбищ Алтая. Кроме того, выполнял поручение Госсолина по описанию солончаков Алтая. В последний раз участвовал в экспедиции на Алтай в 1923 году.
Умер 11 августа 1924 года в Томске после тяжелой болезни (от рака лёгких). Могила считается утраченной.

## Награды
- орден Святого Владимира IV ст. (1915)
- орден Святой Анны III ст. (1895) и II ст. (1904)
- орден Святого Станислава III ст. (1891) и II ст. (1899)
- серебряная медаль в память царствования Императора Александра III
- светло-бронзовая медаль в память 300-летия царствования Дома Романовых

## Семья
Братья:
- Авксентий Васильевич Сапожников (1867—1901)[1]
- Алексей Васильевич Сапожников (1868—1935), профессор, выпускник Михайловской Артиллерийской академии[8].

Первая жена — Надежда Дмитриевна (по другим сведениям Владимировна), урождённая Ловейко (17.10.1878—1941).
- Дочь — Татьяна Васильевна в замужестве Чернавина[англ.] (8 (20) декабря 1887[9]—1971), в 1917 году вышла замуж за ихтиолога В. В. Чернавина, участника экспедиций её отца. В СССР работала музейным хранителем в Эрмитаже. В 1932 году организовала побег и бежала вместе с сыном и мужем-заключённым из Кандалакши в Финляндию[10]:575, автор воспоминаний. Поддерживала отношения и помогала Владимиру Набокову. Он писал: «Какая она прелесть! Рассказала между прочим, что особенно восприняла некоторые страницы „Дара“, потому что её отец был (известный) ботаник-путешественник и она раза два (в 20-х годах) сопровождала его на Алтай и т. д., а затем он пропал, как мой [герой „Дара“ энтомолог К. К. Годунов-Чердынцев], ей в Томске сказали, что он погиб, но потом выяснилось, что он взят в плен какими-то местными мятежниками[10]:364-365».
- Дочь — Ольга (1 марта 1890—1898)[1][9],
- Дочь — Нина (25 мая 1891—?)[9]
- Сын — Борис (28 сентября 1894—апрель 1895), умер в младенчестве[9].

Вторая жена — Софья Александровна (в девичестве Боярская) (1874—1947).
- Дочь — Наталья (1897—1986), замужем за Евгением Ивановичем Яницким (1889—1 июля 1938, расстрелян)[1]
- Сын — Василий (1901—1980)[1], (есть сведения, что он был усыновленным[9]).
- Дочь — Кира (1904—1987), училась на физико-математическом факультете Томского государственного университета, одним из основателей которого был Василий Васильевич[9], замужем за Петром Васильевчем Савостиным (1901—1989)[1].
- Дочь — Екатерина (1907—1989), училась как и сестра на физико-математическом факультете Томского государственного университета[9], замужем за Виктором Вячеславовичем Чернавиным (1899—1942)[1]

## Память

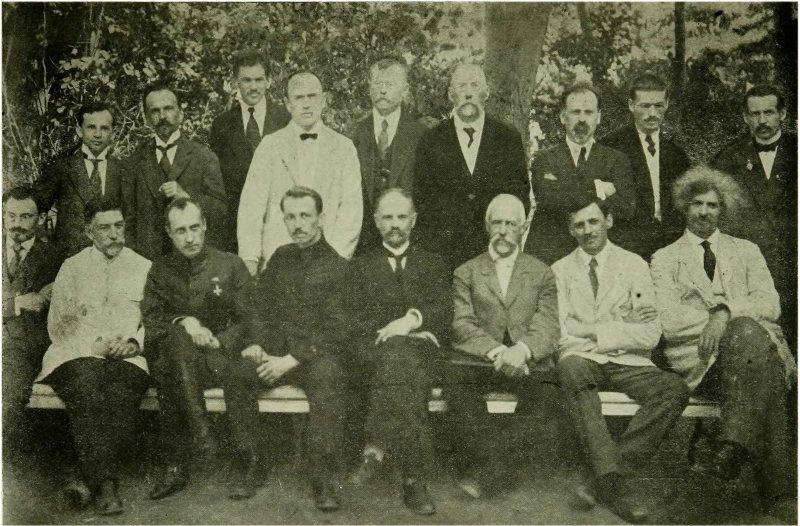
В. В. Сапожников (1 ряд, 3-й справа), управляющий министерством народного просвещения Временного Сибирского правительства, лето 1918 г.

Названы в честь Василия Васильевича Сапожникова:
Географические объекты
- Ледник Сапожникова на Южном Алтае в районе горы Белухи (бывший ледник Менсу)
- Пик Сапожникова в горах Тянь-Шаня
- Пороги «Труба Сапожникова» и «Водопад Сапожникова» на реке Аргут
- Ледник Сапожникова в Джунгарском алатау
- Пик Сапожникова в Джунгарском алатау
- Мыс Сапожникова (Баренцево море, Обская губа, название мысу было присвоено в 1919 году)[11].

Растения
В 1951 году Б. К. Шишкин описал, а в 1952 году в семнадцатом томе «Флоры СССР» опубликовал описание нового рода растений, принадлежащего семейству Зонтичные (Apiaceae), которому дал название Saposhnikovia Schischk. — Сапожниковия. Во время описания род включал единственный вид Saposhnikovia divaricata (Turcz.) Schischk. — Сапожниковия растопыренная, распространённый в Восточной Сибири, на Дальнем Востоке, в Монголии, Маньчжурии и Корее. В 1979 году Масао Китагава описал японо-китайский вид Saposhnikovia seseloides (Hoffm.) Kitag. — Сапожниковия жабрицевидная.
В честь и память В. В. Сапожникова названы также виды растений, в научном латинском названии которых указан видовой эпитет saposhnikovii, например, Betula saposhnikovii Sukaczev — Берёза Сапожникова.

## Труды
- К вопросу о геотропизме. // Труды Московского университета, 1885.
- Образование углеводов в листьях. — М., 1890. — магистерская диссертация
- Белки и углеводы зелёных листьев как продукты ассимиляции // Тр. Об-ва естествоиспытателей и врачей. — 1894. — докторская диссертация
- По Алтаю // Изв. Томск. ун-та.
- Катунь и её истоки // Изв. Томск. ун-та. — Работа удостоена медали имени Н. М. Пржевальского, 1900
- Очерки Семиречья. Часть I. Джунгарские степи, Иссык-Куль и Тянь-Шань // Изв. Томск. ун-та. — 1904.
- Очерки Семиречья. Часть II. Джунгарский Алатау // Изв. Томск. ун-та. — 1906.
- Монгольский Алтай в истоках Иртыша и Кобдо. — 1911. — Работа удостоена золотой медали имени П. П. Семёнова-Тян-Шанского, 1911
- Сапожников В. В. Пути по Русскому Алтаю. – Томск: Типо-лит. издание Сибирского Товарищества Печатного Дела, 1912. — 1912.
- Растительность Зайсанского уезда. — в соавторстве с Б. К. Шишкиным
- Растительность Турецкой Армении.
- По русскому и монгольскому Алтаю / Под науч. ред. и с коммент. В. В. Обручева; Вступ. ст. Н. В. Сапожниковой. — М.: Географгиз, 1949. — 580 с.
- Поездка в Юго-Восточный Алтай и на окраину Монголии в 1905 году: предварительное сообщение. - Томск, 1905